# Río Verde (Paraguay)
El río Verde es un río paraguayo. Discurre por el Chaco Boreal, atravesando los departamentos de Boquerón y Presidente Hayes, y desemboca en el curso medio del río Paraguay, del cual es su afluente en su margen derecha.
Tiene una extensión de 255 kilómetros y un área de drenaje de más de 24 000 kilómetros cuadrados.
En su recorrido presenta numerosos meandros y albardones con bañados que dificultan el drenaje (causando inundaciones), para el cual se debió realizar obras hidráulicas. Transporta mayormente agua salada y su caudal es pequeño, aumentando en épocas de lluvia.

## Límite Argentina-Paraguay
Finalizada la Guerra de la Triple Alianza, Argentina y Paraguay se disputaron un sector del Chaco Boreal al norte del río Pilcomayo. El 3 de febrero de 1876 se firmó el Tratado Machaín-Irigoyen que dividió el territorio disputado en dos: entre el río Verde y Bahía Negra se reconoció la soberanía paraguaya, y entre los ríos Pilcomayo y Verde, se sometió posteriormente a un arbitraje internacional. El mismo lo realizó presidente estadounidense Rutherford B. Hayes, quien el 12 de noviembre de 1878 falló a favor de Paraguay, entregando Argentina la localidad de Villa Occidental el 14 de mayo de 1879. La frontera entre Argentina y Paraguay quedó así definida por el río Pilcomayo y no por el río Verde.